# Argentína az 1972. évi téli olimpiai játékokon
Argentína a japán Szapporóban megrendezett 1972. évi téli olimpiai játékok egyik részt vevő nemzete volt. Az országot az olimpián 1 sportágban 2 sportoló képviselte, akik érmet nem szereztek.

## Alpesisí
Férfi
| Versenyző              | Versenyszám      | Selejtező | Selejtező | Döntő          | Döntő    | Döntő         | Döntő         | Döntő      | Döntő      |
| Versenyző              | Versenyszám      | Selejtező | Selejtező | 1. futam       | 1. futam | 2. futam      | 2. futam      | Összesítés | Összesítés |
| Versenyző              | Versenyszám      | Idő       | Hely.     | Idő            | Hely.    | Idő           | Hely.         | Idő        | Helyezés   |
| ---------------------- | ---------------- | --------- | --------- | -------------- | -------- | ------------- | ------------- | ---------- | ---------- |
| Jorge-Emilio Lazzarini | Lesiklás         |           |           |                |          |               |               | 2:08,29    | 51.        |
| Jorge-Emilio Lazzarini | Műlesiklás       | 2:33,86   | 32.       | 1:10,45        | 42.      | 1:08,49       | 31.           | 2:18,94    | 31.        |
| Jorge-Emilio Lazzarini | Óriás-műlesiklás |           |           | 1:48,72        | 47.      | 1:54,96       | 38.           | 3:43,68    | 38.        |
| Carlos Perner          | Lesiklás         |           |           |                |          |               |               | 2:03,69    | 47.        |
| Carlos Perner          | Műlesiklás       | kizárták  | kizárták  | 1:08,72        | 41.      | 1:07,80       | 30.           | 2:16,52    | 30.        |
| Carlos Perner          | Óriás-műlesiklás |           |           | idő nem ismert | 43.      | nem ért célba | nem ért célba | kiesett    | kiesett    |